# Louder Than Love
Louder Than Love ist das zweite Studioalbum der US-amerikanischen Rockband Soundgarden. Es wurde im September 1989 durch A&M Records veröffentlicht.

## Stil
Zu Zeiten von Louder Than Love, als es den Grunge-Begriff noch nicht gab, wurden Soundgarden häufig mit Black Sabbath oder Led Zeppelin, also einer Mixtur von Heavy Metal und Hard Rock verglichen, Begriffe wie Heavy Rock oder Street Metal wurden mit den Grunge-Vorläufern in Verbindung gebracht. Über sich selbst sagte die Band, sie sei „enough for anyone into speed metal, but we're heavy rock...Neo-metal maybe.“ Weitere Einflüsse waren britische Bands wie Killing Joke oder Bauhaus. Auf dem Album verwendete die Band bereits unorthodoxe Taktschemata. So wurde Get on the Snake in einem 9/4-Takt gespielt, I Awake weist 4/4-, 6/4-, 9/8-, 11/8- und 14/8-Takte auf.

## Entstehungsgeschichte
Nachdem das Debüt Ultramega OK auf dem kleineren Label SST Records veröffentlicht worden war, hatte das einige interessierte größere Labels abgestoßen. A&M Records hingegen fanden die Idee gut, das Debüt auf diese Weise herauszubringen und nahmen die Band anschließend unter Vertrag. Das Album wurde von Dezember 1988 – Januar 1989 in Seattle eingespielt.

## Rezeption
Greg Kot von der Chicago Tribune schrieb, die Platte sei eine der innovativsten Hard-Rock-Platten seit Master of Puppets: „Even Soundgarden's hardest, loudest workouts have a subtle, sensual underpinning, an unlikely mix that makes Louder Than Love one of the most innovative hard-rock records to come skateboarding down the pike since Metallica's Master of Puppets (Elektra) in 1986.“ Steve Huey von Allmusic vergab drei von fünf Sternen. Er nannte das Album einen Schritt in Richtung des Metal-Mainstreams. „It's worthwhile to sift through Louder Than Love, but don't expect consistency.“

## Titelliste
1. Ugly Truth (Cornell) – 5:26
2. Hands All Over (Cornell/Thayil) – 6:00
3. Gun (Cornell) – 4:42
4. Power Trip (Cornell/Yamamoto) – 4:09
5. Get on the Snake (Cornell/Thayil) – 3:44
6. Full on Kevin's Mom (Cornell) – 3:37
7. Loud Love (Cornell) – 4:57
8. I Awake (McDonald/Yamamoto) – 4:21
9. No Wrong No Right (Cornell/Yamamoto) – 4:47
10. Uncovered (Cornell) – 4:30
11. Big Dumb Sex (Cornell) – 4:11
12. Full On (Reprise) (Cornell) – 2:42